# Dinotrema coactum
Dinotrema coactum är en stekelart som beskrevs av Vladimir Ivanovich Tobias 2007. Dinotrema coactum ingår i släktet Dinotrema och familjen bracksteklar. Inga underarter finns listade i Catalogue of Life.